# NGC 6306
NGC 6306 (również PGC 59654 lub UGC 10724) – galaktyka spiralna z poprzeczką (SBab/P), znajdująca się w gwiazdozbiorze Smoka. Odkrył ją Lewis A. Swift 8 lipca 1885 roku.